# Carl-Friedrich von Langen

Carl-Friedrich von Langen (Briefmarke 1968)

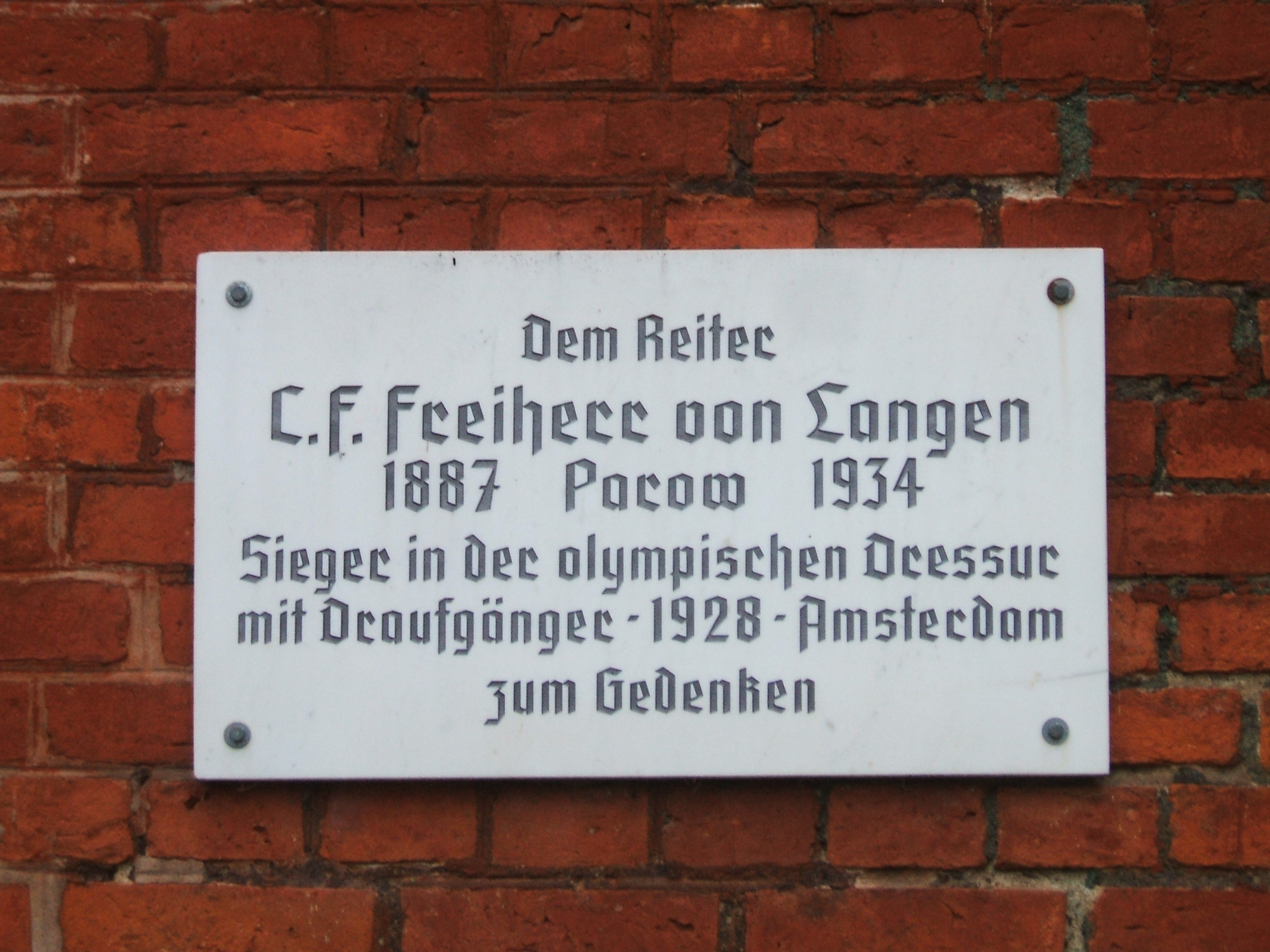
Gedenkplatte für Carl-Friedrich von Langen am Gutshaus in Parow

Carl-Friedrich Otto Magnus Arthur Freiherr von Langen-Parow, (auch Karl-Friedrich) (* 25. Juli 1887 in Klein Belitz; † 2. August 1934 in Potsdam) war ein deutscher Reiter und Olympiasieger.

## Leben
Seine Eltern waren Carl Freiherr von Langen (* 1848, † 1888) und Clementine Gräfin von Schlieffen (* 1861; † 1947). Der Vater war mehrfacher Gutsbesitzer, Kammerherr, Johanniterritter sowie kgl. preuß. Rittmeister. Er hatte zwei Schwestern, Anna Friedrike Anastasia Agnes Clementine (* 1885) und Agnes Caroline Clemtine (* 1888). Der Lebensmittelpunkt der Familie war Anfang der 1890er Jahre Klein-Belitz.
Carl-Friedrich von Langen wurde durch den frühen Tod des Vaters bald Gutsbesitzer in Parow bei Stralsund (Linie von Langen-Parow). Im Ersten Weltkrieg wurde er als Rittmeister schwer verwundet, kurzzeitig aufgrund erheblicher Lähmungen schwer gehbehindert, und begann 1920 eine sportliche Karriere. Acht Jahre später gewann er bei den ersten Olympischen Spielen, an denen Deutschland wieder teilnehmen durfte, mit seinem Pferd „Draufgänger“ zwei Goldmedaillen in der Dressur (Einzel und Mannschaft). Ein von Clemens Laar 1936 verfasstes heroisierendes Lebensbild Langens betitelt „… reitet für Deutschland“ wurde 1941 mit Willy Birgel verfilmt und 1991 als Video veröffentlicht.
Von Langen war Schüler von Gustav Göbel, einem Schüler von Gustav Steinbrecht und James Fillis, der in der Zwischenkriegszeit viele deutsche Spitzenreiter ausbildete.
Im Jahr 1921 gewann von Langen 26 Springprüfungen, wurde 20-mal Zweiter und 44-mal platziert; hinzu kamen Dressur- und Vielseitigkeitsprüfungen. Zu den Turnieren reiste er in der Regel mit der Eisenbahn an.
1922 startete von Langen erstmals im Ausland (Malmö, Schweden), blieb aber erfolglos. Im nächsten Jahr gewann er in Malmö fünfmal. 1924 startete er in Italien, der damaligen Hochburg des Springreitens (siehe Federico Caprilli). In Rom gewann er gegen 102 Wettbewerber ein Springen und siegte im Mächtigkeitsspringen.
Die Dressurprüfung bei den Olympischen Spielen 1928 in Amsterdam gewann von Langen gegen Teilnehmer aus 13 Nationen. Im Springen patzte sein Pferd, der zweimalige Derby-Sieger Falkner (1927 und 1928), zu Beginn; 8 Fehler ergaben Platz 28. Die Olympischen Spiele hatten in dieser Nachkriegszeit eine besondere Bedeutung für das Nationalgefühl der Deutschen (das Rheinland war noch besetzt). Deutschland gewann nach den USA die meisten Medaillen, und die Reiter hatten daran ihren Anteil. Diese Situation wiederholte sich in gewisser Weise nach dem Zweiten Weltkrieg, mit den Erfolgen von Hans Günter Winkler und Fritz Thiedemann.
Ein rittiges Pferd beschrieb von Langen folgendermaßen:

„Ein rittiges Pferd soll willig in allen Gangarten geradeaus gehen, soll sich in jeder Gangart wenden lassen, Volten und Kehrtwendungen – je nach Stärke der Gangart ausführen. Es soll willig halten, ohne sich zu sperren, gehorsam sein, auf Verlangen lebhaft rückwärts treten, stets leicht am Zügel stehen, möglichst leicht beiderseitig angaloppieren, und sich bequem in schneller Gangart kurze Wege führen lassen. Ein Pferd, das diese Bedingungen erfüllt, ist rittig im Sinne germanischer Reitauffassung, ist im natürlichen Gleichgewicht nach italienischer Anforderung und erfüllt die Bedingung der Geschmeidigkeit, wie sie die französische Schule verlangt.“

Im Herbst 1930, noch vor dem Anwachsen der NSDAP zu einer Massenpartei, wurde von Langen Mitglied der SA. Nach der Machtübernahme der Nationalsozialisten setzte er sich als SA-Sturmbannführer energisch für eine Überführung der ländlichen Reit- und Fahrvereine in die Sturmabteilung ein. Nach seinem Tode wurde er von der nationalsozialisten Propaganda als Sinnbild eines deutschen Helden aufgebaut. Die Nazis verfilmten sein Leben 1941 mit dem Titel … reitet für Deutschland als arisch-heroisches Rührstück, welches 1944 Reichspropagandaminister Joseph Goebbels als Film von „nationaler Bedeutung“ einstufte.

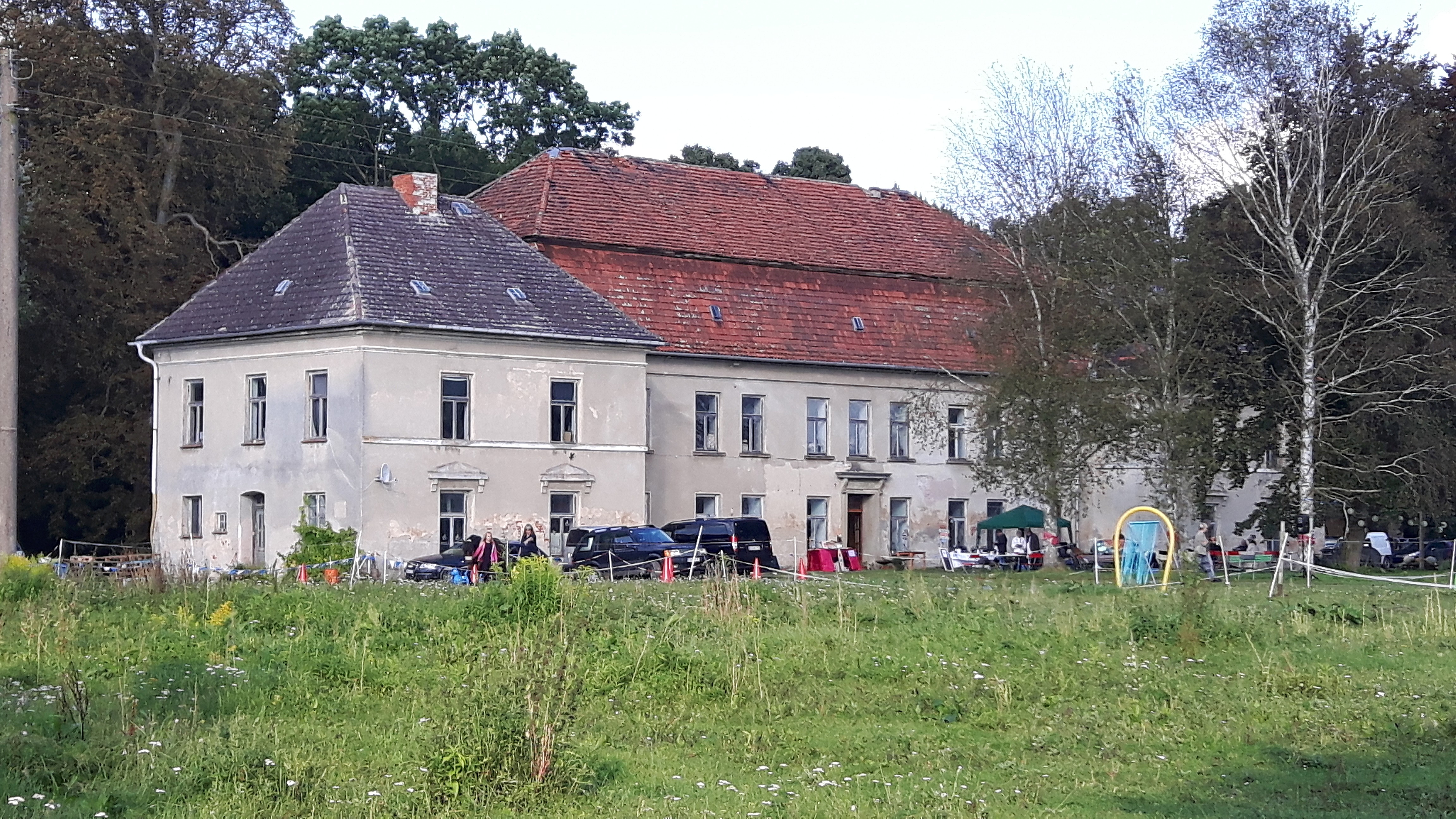
Ehemaliges Gutshaus Neuhof

Von Langen lebte in Parow. Er starb an den Folgen eines Sturzes bei einem Military-Wettkampf in Döberitz. Sein Grab befindet sich im Schlosspark von Neuhof bei Bibow, wo er aufgewachsen war und am 6. August 1934 (eventuell zusammen mit einem Pferd) beerdigt wurde. Gutserbe wurde sein Sohn aus erster Ehe, Carl-Anton Freiherr von Langen (1912–1986).

## Ehrungen
- 1928 wurde von Langen mit dem Goldenen Band der Sportpresse ausgezeichnet.
- Die Reiterliche Vereinigung (FN) residiert in der nach ihm benannten „Freiherr-von-Langen-Straße“ in Warendorf.
- Die Deutsche Bundespost gab 1968 eine Briefmarke mit seinem Bild heraus.
- Preis „In memoriam Freiherr von Langen“ beim von Paul Schockemöhle organisierten Pferdefestival des Landgestüts Redefin. Ab 2013 entfällt die Benennung des Preises nach Langen.[4]